# Busiswa
Busiswa Gqulu (Mthatha, 8 novembre 1988) è una cantante sudafricana.

## Biografia
Busiswa è stata candidata come miglior artista femminile agli MTV Africa Music Awards tenutisi nel 2015. È stata premiata con un South African Music Award per il suo album in studio d'esordio, dal titolo Highly Flavoured (2017). Sono stati in seguito pubblicati i dischi Summer Life (2018) e My Side of the Story (2020).
Nel dicembre 2020 ha ottenuto la nomination per due MTV MAMA. Nokuthula, in collaborazione con Cassper Nyovest, è stata certificata oro dalla Recording Industry of South Africa.

## Discografia

### Album in studio
- 2017 – Highly Flavoured
- 2018 – Summer Life
- 2020 – My Side of the Story

### Singoli
- 2014 – Lahla (feat. DJ Buckz & Uhuru)
- 2016 – Ingqondo
- 2017 – Bazoyenza (feat. DJ Maphorisa)
- 2019 – Majesty (con DJ Tunez)
- 2020 – SBWL (feat. Kamo Mphela)
- 2020 – Right Thang (con Shirazee)
- 2020 – Makazi (feat. Mr JazziQ)
- 2021 – Coming (con Naira Marley)
- 2021 – Tey teh (con ZuluMoney)
- 2021 – Shisha (con Afro B e Niniola)
- 2022 – Where You Dey Go (feat. Naira Marley)
- 2022 – Fire (con Ijekimora)
- 2022 – Asambe (feat. DJ Khao & Kaybee)
- 2023 – Eazy (feat. DJ Khao)
- 2024 – Utheni (con Megadrumz)
- 2025 – Honey & Grace